# Violon d'amour
Pour les articles homonymes, voir Violon d'amour (homonymie).
Le violon d'amour est un violon muni de cordes sympathiques en métal passant sous les cordes en boyau et la touche, fixées sur des chevilles installées sur la tête rallongée, ce qui lui confère une parenté très proche avec la viole d'amour ou le violon Hardanger. Ces cordes, sur l'instrument conservé au musée du conservatoire de Paris, sont au nombre de douze, certainement accordées chromatiquement.